# 细刺枸骨
细刺枸骨（学名：Ilex hylonoma）是冬青科冬青属的植物，是中国的特有植物。分布于中国大陆的四川、贵州等地，生长于海拔700米至1,780米的地区，常生长在山坡林中，目前已由人工引种栽培。

## 别名
刺叶冬青（拉汉种子植物名称）

## 异名
- Ilex hylonoma H. H. Hu et Tang var. glabra S. Y. Hu